# Theodore Kaufmann

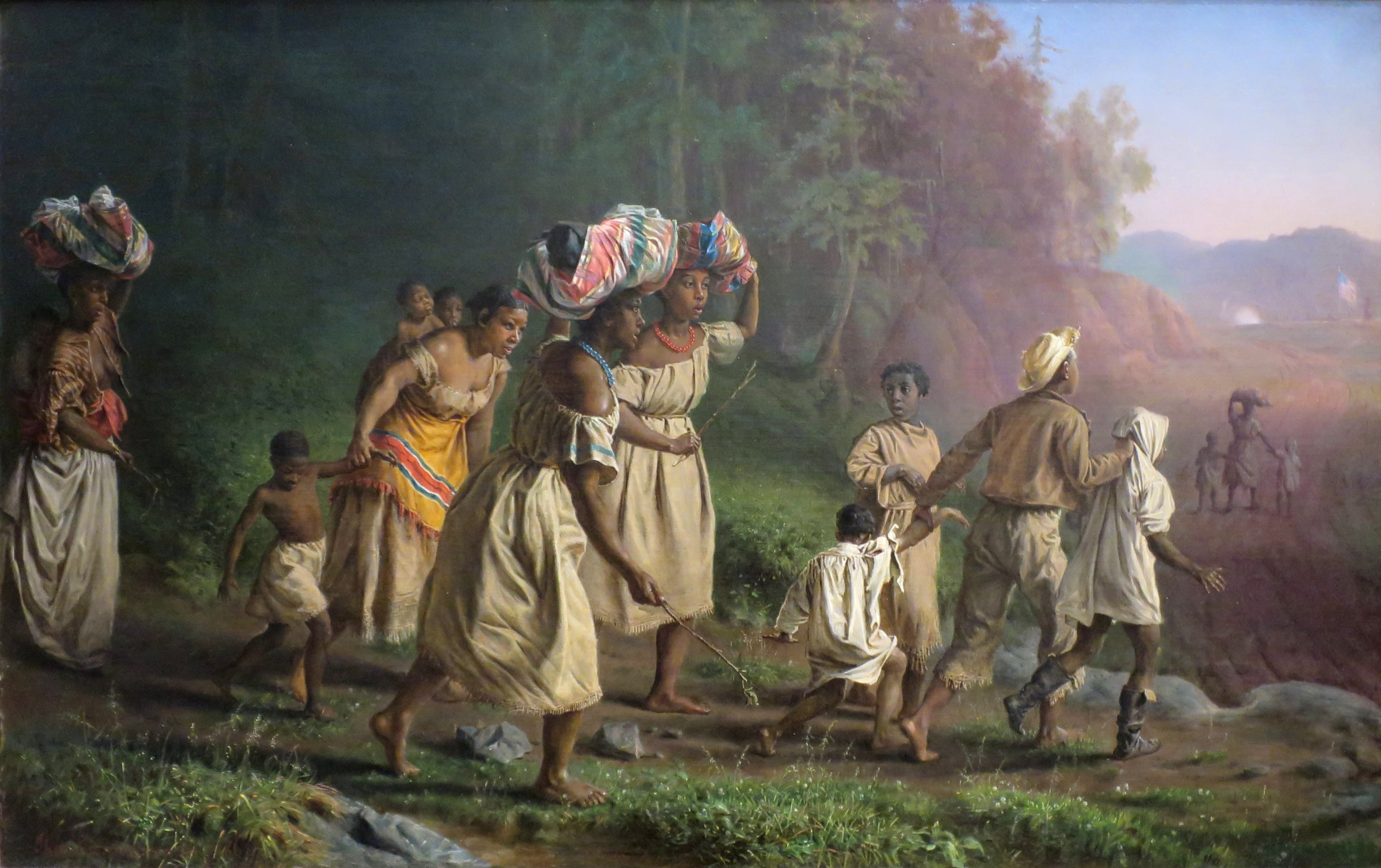
Zur Freiheit, 1867, Metropolitan Museum of Art

Theodor Kaufmann oder Theodore Ludwig Kaufmann (* 18. Dezember 1814 in Uelzen; † 1896 in New York) war ein deutschamerikanischer Porträt- und Genremaler sowie Fotograf.

## Leben
Kaufmann diente mehrere Jahre als Kaufmannslehrling. Er studierte Malerei an der Kunstakademie Düsseldorf bei Peter von Cornelius und ab dem 20. Juni 1836 an der Königlichen Akademie der Künste in München bei Wilhelm von Kaulbach, danach setzte er sein Studium in Hamburg und Dresden fort. Er nahm 1849 am Dresdner Maiaufstand teil.
1850 wanderte er in die Vereinigten Staaten aus. Er ließ sich in New York City nieder, wo er sich mit der Porträtmalerei und Malunterricht beschäftigte. Zu seinen Schülern gehörte u. a. der deutsch-amerikanische Karikaturist Thomas Nast. Danach bereiste er das Land als Wanderfotograf und Porträtmaler. 
Während des amerikanischen Bürgerkrieges (1861–1865) war er als zeichnender Berichterstatter in den Reihen der Unionsarmee tätig.
Nach dem Bürgerkrieg wohnte er in Boston und Washington, D.C. Neben Porträts malte er Schlachtenbilder und Genreszenen, oft aus dem Leben der afroamerikanischen Bevölkerung.
Der Drucker und Verleger Louis Prang erstellte Farblithographien von einigen der  populärsten Werke Kaufmanns.